# Robert Conrad
Robert Conrad (nascut Conrad Robert Falkowsky (Chicago, Illinois, Estats Units: 1 de març de 1935 - Malibu, 8 de febrer de 2020) fou un actor de televisió, cinema, cantant i director (retirat) estatunidenc.
Va ser famós per la seva estampa i apostura, recordat per interpretar el paper en televisió de Jim West en la sèrie de culte The Wild Wild West coneguda a Amèrica Llatina com a "Espías con espuelas" al costat de Ross Martin de 1965-69 com el sofisticat agent del servei secret James T. West, i per ser una estrella de televisió de la dècada del 60s que executava sense dobles les escenes d'acció perilloses. Va interpretar a l'as de l'aviació de la Segona Guerra Mundial Pappy Boyington en la sèrie de televisió Baa Baa Black Sheep (coneguda a Amèrica Llatina com "Los tigres voladores"). Va ser actor, cantant i va gravar diverses cançons pop/rock a la fi dels anys 1950s i principis dels anys 1960s com Bob Conrad. Tenia un programa d'espectacle per ràdio a nivell nacional de dues hores de durada setmanal (The PM Show with Robert Conrad) a CRN Digital Talk Radio des de 2008.

## Biografia

### Primers anys
Konrad Robert Falkowsky va néixer el 1935, d'orígens familiars barrejats d'alemany, polonès i britànic, la seva família es va traslladar a Canaryville, un sector dels barris irlandesos de Chicago.
Va créixer als barris "rudes" de Chicago i va ser un atleta ben considerat en bàsquet i futbol americà durant la secundària.
Abans de ser actor i davant la resistència dels seus sogres a causa ser un noi de poca educació, d'escassos mitjans econòmics i sense treball, es va escapolir amb la filla d'un advocat, Joan Kenlay, amb qui es va casar en 1952, dies abans de complir els 17 anys, i va ser pare d'una nena, Nancy, el 5 de març de 1954 amb 19 anys. Va exercir diversos oficis per a mantenir a la seva família, fins i tot va ser boxador i conductor de camió de llet i cantant de jazz a un cabaret. Com a boxador, Conrad va obtenir certa fama en derrotar Ed Hickman en 1962.

### Començaments en l'actuació
Diuen que la seva inclinació a l'actuació es va produir en veure una mediocre actuació, de la qual va dir "fins jo ho faria millor". Això va fer que rebés un breu curs d'art dramàtic a la Universitat Northwestern. Conrad era admirador de Humphrey Bogart, James Cagney i John Garfield.
Va començar a treballar a les nits com a cantant i el 1957 es va fer amic de l'actor Nick Adams. Aquest el va ajudar a aparèixer com a extra en sèries de televisió com Sea Hunt i Thundering Jets, posteriorment també treballaria com a doble d'alt risc en pel·lícules.
En 1958, va canviar l'ordre dels seus noms i va signar un contracte amb els estudis Warner Bros., impressionats pel seu extraordinari físic i aparença.
A Conrad el molestava el tracte que li volien donar de "nen bonic" que contrastava amb el seu caràcter marcadament viril i directe pel qual després seria reconegut i famós. Conrad va quedar encasellat d'aquesta manera en papers d'homes forts i duros i pel mateix va ser poc reeixit en interpretar personatges més dramàtics, romàntics, vulnerables i emocionals.
Va participar en un càsting per a interpretar al Major Nelson en la sèrie I Dream of Jeannie, però no va obtenir el paper.
El seu primer paper important el tindria en interpretar al detectiu Tom Loopaka en la sèrie de televisió Hawaiian Eye, que va ser un èxit durant 4 anys i compartia crèdits amb Connie Stevens. En aquesta sèrie, Conrad executava les seves pròpies escenes d'acció, fins i tot també les d'altres protagonistes i va assistir a classes d'arts marcials, concretament de Karate.
La sèrie es va cancel·lar en 1963 i va viatjar a Espanya per a actuar en productores espanyoles. En 1964 va filmar la pel·lícula espanyola La nueva Cenicienta al costat de Marisol. Conrad gravaria discos cantant en castellà (idioma que dominava prou bé), i va tenir rècords de vendes a Espanya, on va fer molt famosa la cançó Me conformo i es presentaria en centres nocturns, a Espanya, Austràlia i Mèxic. Fins i tot va viure uns anys a Espanya.

### Jim West

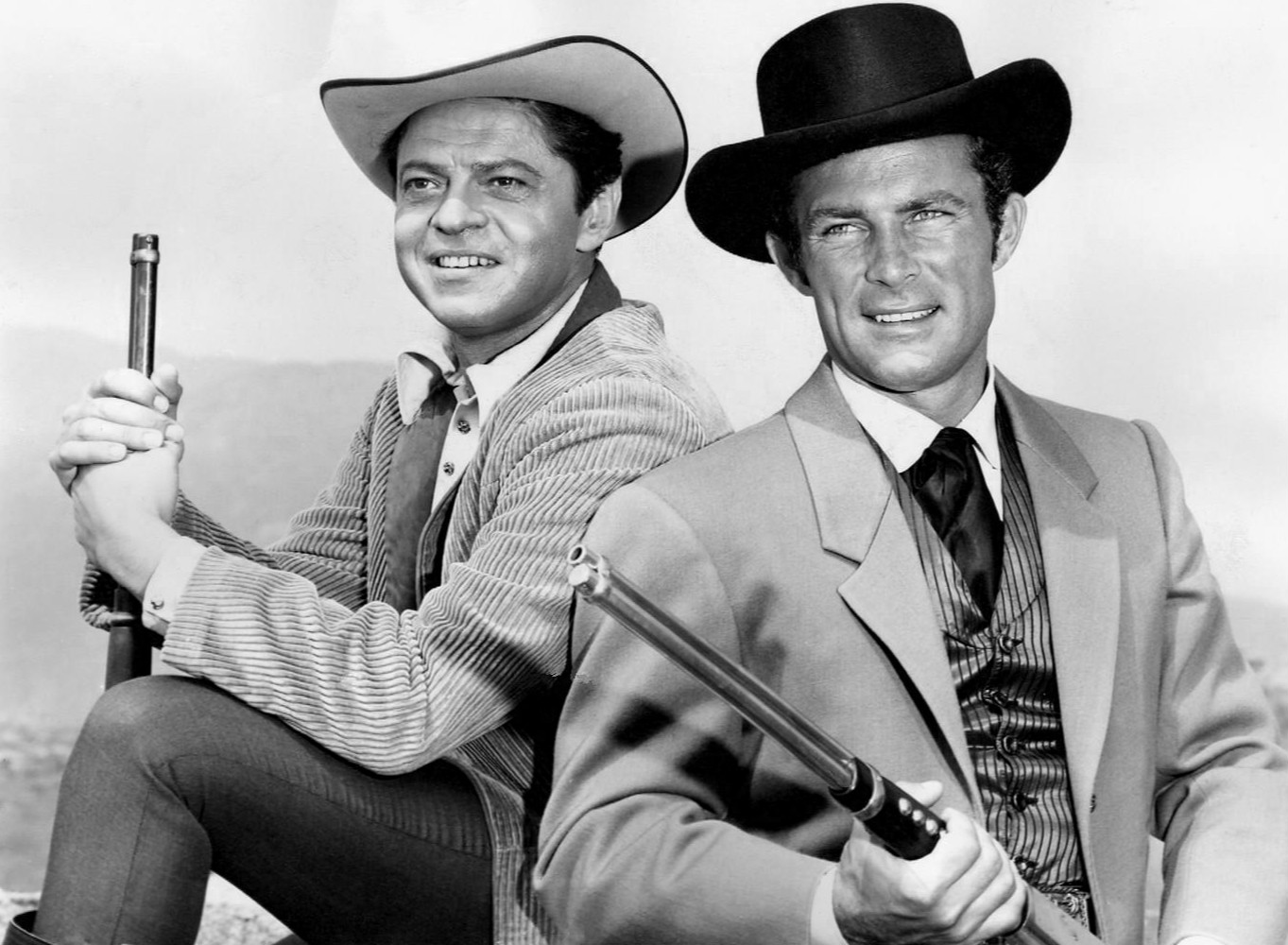
Ross Martin i Robert Conrad a la sèrie Jim West.

Posteriorment en 1965, vindria la gran oportunitat que buscava, un paper principal com Jim West que li encaixava a la perfecció li va ser ofert, treballaria en la sèrie The Wild Wild West, al costat de Ross Martin com Artemus Gordon, una sèrie innovadora, ja que barrejava el western amb la ciència-ficció i l'espionatge.
Conrad havia conreat el seu físic i va arribar a ser un atleta molt complet, ja que malgrat la seva alçada mitjana (1,73 m), va decidir no usar dobles en la sèrie, segons diuen per la seva passió per l'acció. Es va arriscar en les escenes de perill i va estar a punt de morir quan en una escena va caure d'un canelobre estavellant-se contra el terra de formigó. Malgrat això, una vegada recuperat de la lesió es va continuar arriscant, encara que no per això va deixar de fer-se mal.
Conrad comptava amb habilitats per la boxa i les arts marcials i va interpretar coreografies de baralles mai vistes abans a la televisió, raó per la qual en 1969 van cancel·lar la sèrie, perquè malgrat el seu èxit van considerar que era molt violenta i precisament en aquells anys després de l'assassinat de Martin Luther King hi havia una campanya anti-violència a la televisió.
Gràcies a aquesta sèrie Conrad va ser reconegut i va ser inclòs en el saló de la fama dels dobles (especialistes), l'únic actor amb aquest reconeixement. La sèrie ha estat retransmesa constantment des de la seva cancel·lació en algun lloc del món i se la considera una sèrie de culte.
Després de la cancel·lació de la sèrie, Conrad va veure decaure la seva estrella lentament malgrat realitzar sèries de televisió menors que van ser cancel·lades amb pocs episodis. Va intentar sense èxit interpretar papers de caràcter dramàtic, un gènere per al qual no estava del tot ben preparat i a més estava encasellat en papers més durs.
També ha actuat en pel·lícules fetes en Mèxic (The Bandits i Ven a cantar conmigo).
Va guanyar el Premi Ondas l'any 1970.

### Baa, Baa Black Sheep

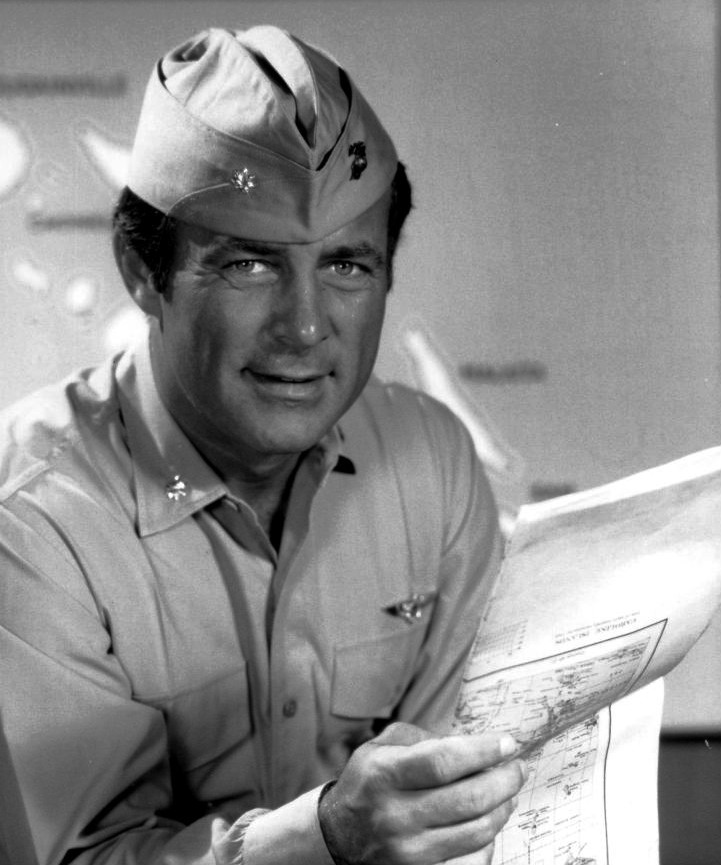
Robert Conrad a la sèrie "Baa, Baa Black Sheep".

En 1976 personificà Gregory "Pappy" Boyington en la sèrie "Baa, Baa Black Sheep" al costat del seu germanastre Larry Manetti. La sèrie competia en l'horari de sèries amb molta audiència com Happy Days, per la qual cosa no va tenir bons índexs d'audiència, però es va decidir donar-li a la sèrie una altra oportunitat però ara amb el títol Black Sheep Squadron per a evitar que el títol fos confós amb algun programa infantil. La sèrie va tenir bons índexs d'audiència malgrat competir amb Els Àngels de Charlie.

### Centennial
També va actuar en Centennial, una monumental sèrie èpica que relatava la colonització dels Estats Units, on apareixien grans estrelles com Richard Chamberlain, Raymond Burr, Robert Vaughn, entre d'altres. Conrad va interpretar magistralment a l'explorador francès Pasquinel, un paper fet a la seva mesura i gràcies a la seva acostumada assertivitat va aconseguir que li paguessin més que als altres actors. Conrad estaria orgullós del seu paper considerant-lo com el millor i més reeixit de la seva carrera.
En 1979 obtindria el paper de Thomas Sloane en la sèrie A Man Called Sloane, en aquesta sèrie també interpretava a un espia, similar en molts aspectes al "seu" Jim West de The Wild Wild West, del que se'n farien alguns episodis nous entre 1979 i 1980.
Conrad va deixar de ser visible a partir d'aquesta data per a reaparèixer en 1982 com un locutor comercial en la pel·lícula per a televisió, Will: G. Gordon Liddy.
Des de 1985, va aparèixer en diverses produccions per a la televisió com High Mountain Rangers en 1988 al costat dels seus fills Chris i Sean, un altre film com Anything to Survive en 1991, Samuray Cowboy en 1993 i a High Sierra Search and Rescue (1995).
Va actuar com a policia motoritzat en la pel·lícula Jingle All The Way en 1997, una de les últimes aparicions. En 2002 va anunciar la seva retirada de l'actuació.

## Vida privada
Robert Conrad va estar casat amb Joan Kenlay des del 25 de febrer de 1952 fins a febrer de 1977, la seva separació va ser amistosa i va tenir 5 fills: Nancy Conrad (nascut l'1 de març de 1954); Christian Conrad (17 de setembre de 1964); Shane Conrad (24 de setembre de 1971), i Joan Conrad tots van seguir la carrera d'actuació.
Es va casar en segones noces aquest mateix any, al març de 1977 amb la jove actriu LaVelda Fann (17 anys) i va ser pares d'uns altres 3 nens, Camille, Kaja, i Chelsea Conrad.
Es va retirar amb ella a Thousand Oaks (Califòrnia) i el 2003 fou detingut per conduir alcoholitzat i provocar seriosos danys a un adolescent; també va sofrir una lesió irreversible a la seva cama dreta que l'obliga a caminar amb bastó. Va haver de complir arrest domiciliari sis mesos, anar a rehabilitació del consum d'alcohol i li fou retirat un any el carnet de conduir.
En 2008 la seva esposa va ser sotmesa a judici per consum i possessió de drogues (cocaïna i crack) i fou condemnada a pagar fiança per la seva llibertat. Poc després se separaren i el 2010 es van divorciar.
Des de l'any 2008 tenia un programa de ràdio Nacional de dues hores una vegada a la setmana, el qual tenia per nom The PM Show with Robert Conrad on compartia amb el públic i personalitats convidats.

## Filmografia selecta
- Palm Springs Weekend (1963)
- Cabriola (1965)
- Young Dillinger (1965)
- The Bandits (1967)
- Weekend of Terror (1970)
- Live a Little, Steal a Lot (1975)
- Smash-Up on Interstate 5 (1976)
- Sudden Death (1977)
- The Lady in Red (1979)
- Coach of the Year (1980)
- Wrong Is Right (1982)
- Moving Violations (1985)
- The Fifth Missile (1986)
- Anything to Survive (1990)
- Samurai Cowboy (1993)
- Jingle All the Way (1996)